# Bregan D'aerthe
Bregan D'aerthe es un grupo ficticio de mercenarios drow perteneciente al mundo de Reinos Olvidados. Está constituido por elfos oscuros descastados que trabajan para las matronas de las diversas casas de Menzoberranzan, entre las que se destaca a la Casa Baenre, pues según se dice, Jarlaxle, el líder de la banda es hijo de la matrona Baenre. La organización consta en su mayoría de varones que han huido de sus casas debido al miedo a la ira de sus matronas o hermanas (ya que la sociedad drow es fuertemente matriarcal, quedando el papel de los varones bastante disminuido y a merced de sus parientes femeninas). Algunos oficiales conocidos de Bregan D'aerthe son Valas Hune y Kimmuriel Oblondra.